# موريس مالباس
موريس مالباس (بالإنجليزية: Maurice Malpas)‏ مواليد 3 أغسطس 1962 في دنفيرملين، هو لاعب كرة قدم اسكتلندي. يلعب في مركز الدفاع. مثّل منتخب اسكتلندا لكرة القدم. سبق له أن لعب في كأس العالم لكرة القدم مع منتخب بلاده.

## المسيرة الاحترافية

### أندية لعب لها
- دندي يونايتد

## روابط خارجية
- موريس مالباس على موقع الاتحاد الدولي (مؤرشف)  (الإنجليزية)
- موريس مالباس على موقع قاعدة بيانات كرة القدم.إي يو (الإنجليزية)
- موريس مالباس على موقع ناشيونال فوتبول تيمز (الإنجليزية)
- موريس مالباس على موقع Soccerbase.com (لاعب) (الإنجليزية)
- موريس مالباس على موقع Soccerbase.com (مدرب) (الإنجليزية)